# Meier Kahn

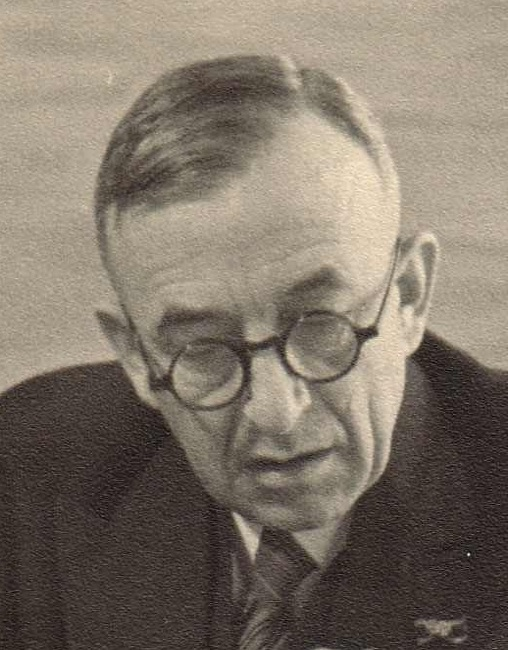
Landgerichtsrat Meier Kahn (1886–1943)

Meier Kahn (* 12. Mai 1886 in Mittelsinn; † 1943 im KZ Auschwitz) war ein deutscher Jurist, er wurde Opfer des Nationalsozialismus.

## Leben

### 1886–1933
Der Sohn des jüdischen Kaufmanns Samuel Kahn (* 1. April 1852 in Mittelsinn; † 19. Mai 1929 ebenda) und dessen Ehefrau Jette (Jettel) geb. Kahn (* 26. Juni 1859 in Mittelsinn; † 29. Januar 1932 ebenda) wuchs in Mittelsinn auf, besuchte dort die Volksschule und anschließend das Gymnasium in Fulda. Nach dem Abitur studierte er Jura an der Julius-Maximilians-Universität Würzburg, dazwischen absolvierte er seinen Militärdienst. 1915 wurde er eingezogen; als Vizefeldwebel erkrankte er an Malaria und wurde später mit dem Eisernen Kreuz II. Klasse ausgezeichnet. Nach Kriegsende 1918 setzte er sein Studium in Würzburg und an der Ludwig-Maximilians-Universität München fort. Nach dem Staatsexamen 1919 wurde er 1920 zunächst dritter Staatsanwalt am Landgericht Ansbach und am Landgericht Nürnberg-Fürth. Seit 1925 wirke er als Amtsrichter in Ansbach und wurde zum 1. Mai 1929 erster Staatsanwalt am Landgericht Aschaffenburg.
Am 19. November 1922 heiratete er in Schlüchtern  Lilly (Lilli) Sylvia Stern (* 18. März 1900 in Schlüchtern) eine Tochter des jüdischen Kaufmanns Leo Stern (* 28. September 1867 in Schlüchtern; † 26. Oktober 1937 in Frankfurt/Main) und der Judith, geb. Wolf (* 12. Februar 1871 in Barranquilla (Kolumbien); † 11. Juni 1937 in Aschaffenburg). Am 27. August 1923 wurde in Fürth sein Sohn Robert Leo geboren; er starb am 24. April 2001 in Melbourne (Australien).
Meier Kahn war Mitglied in der Jüdischen Studentenverbindung AV Veda in Würzburg, im Reichsbund jüdischer Frontsoldaten und im Kulturbund Deutscher Juden. Er war auch Vorstandsmitglied der Loge B’nai B’rith in Aschaffenburg.
Er leitete 1932 die Ermittlungen in einem spektakulären Kunstraub-Fall. Aus dem erst sechs Wochen zuvor eröffneten Graphischen Kabinett in Aschaffenburg wurde ein Teil der graphischen Sammlung des Kurmainzischen Obersthofmeisters und Kaiserlichen Geheimen Rats Lothar Franz von Erthal gestohlen. Kahns kriminalistischem Spürsinn ist zu verdanken, dass ein Teil der geraubten Werke ein Jahr später wieder nach Aschaffenburg zurückgebracht wurde. Als Anerkennung wurde er zum Landgerichtsrat befördert.

### 1933–1943
Zurück an seinem Arbeitsplatz wurde der „Held von Aschaffenburg“ 1934 seines Amtes enthoben und ins Grundbuchamt abgeschoben. Das sogenannte Frontkämpferprivileg im Gesetz zur Wiederherstellung des Berufsbeamtentums schützte ihn bis zum 31. Dezember 1935 vor der Entlassung aus dem Staatsdienst, als die Erste Verordnung zum Reichsbürgergesetz in Kraft trat. Er unterstützte danach viele jüdische Mitbürger kostenlos mit juristischem Rat. In einer Aktion gegen die Loge wurde er 1937 verhaftet. Seine Bemühungen zur Emigration scheiterten. Am 17. Mai 1939 gelang es ihm und seiner Frau Lilly, den einzigen Sohn Robert auf einen der letzten Kindertransporte nach Westgate-on-Sea in England zu schicken; von dort emigrierte dieser später nach Australien.
Meier Kahn war 1934 Vorsitzender des Allgemeinen Jüdischen Turn- und Sportvereins Aschaffenburg, 1937/38 stellvertretender Vorsitzender der Israelitischen Kultusgemeinde Aschaffenburg, anschließend erster Vorsitzender bis zu deren erzwungenem Ende und Auflösung im Jahr 1942.
Am 29. Oktober 1942 wurden Meier und Lilly Kahn nach Würzburg umgesiedelt, in das sogenannte Judenhaus Bibrastraße 6 eingewiesen und von dort am 17. Juni 1943 in das Vernichtungslager Auschwitz deportiert und ermordet.

### Nachkommen
Sohn Robert heiratete 1949/50 in Melbourne (Australien) die aus Mumbai (Indien) gebürtige Mozelle John (13. April 1922 bis 23. Juli 1983), Tochter des Samuel John Ashkenazy.
Im November 2008 besuchte deren Sohn Alec Kahn, zusammen mit seiner Stiefmutter einer Einladung der Stadt Aschaffenburg zum 70. Jahrestag der Novemberpogrome 1938 folgend, die Wirkungsstätte seines Großvaters Meier Kahn. Dabei wurden ihm auch, wie vierundzwanzig Jahre zuvor seinem Vater, der 1984 die Stadt seiner Kindheit besuchte, die wertvollen Graphiken gezeigt, die sein Großvater Meier Kahn 1932 nach Aschaffenburg zurückgebracht hatte.

## Ehrung
Am 17. März 2009 wurden vor dem Haus Frohsinnstraße 26 in Aschaffenburg Stolpersteine zum Gedenken an Lilly und Meier Kahn verlegt.
Am 27. Januar 2025 wurde der Meier Kahn-Platz (das Areal zwischen Sandkirche, Alexandrastraße, Einfahrt Tiefgarage und der Betgasse) in Aschaffenburg zu seinem Gedenken eingeweiht.